# Albert Lindgren
Albert Lindgren var en svensk fotbollsspelare (halvback) som spelade en enda match för Gais i den första Allsvenskan 1924/1925.